# Karipeion Melathron
Il Karipeion Melathron (in greco Καρίπειο Μέλαθρο?) è un edificio storico di epoca ottomana nel centro di Salonicco, in Grecia. Si trova all'incrocio delle strade di Olympiados e F. Dragoumi. 
Il suo architetto è l'italiano Vitaliano Poselli. Il Karipeion era la residenza ufficiale dell'allora prefetto di Salonicco, che era il rappresentante politico dell'Impero ottomano in Macedonia. Le pareti interne e i soffitti sono decorati con motivi floreali e naturali. 
Dopo che Salonicco divenne parte della Grecia nel 1912, l'edificio divenne proprietà dello Stato greco.
Con una decisione del 1980, il Ministero della Cultura greco ha posto il Karipeion sotto protezione statale. 
Oggi, l'edificio di 4 piani è di proprietà del dottor Alexandros Karipis e sede dell'Istituto non governativo di studi nazionali e religiosi, oltre che dello Urban Soul Project.